# Bénédictions
Pour les articles homonymes, voir Benediction.
Albums de La Fouine
Sombre
(2018) XXI
(2021)
Bénédictions est le septième album studio du rappeur français La Fouine. Il est sorti le 24 janvier 2020 et fait suite à la double-mixtape Sombre.

## Présentation
L'album comporte 18 pistes dont un featuring avec Canardo et Sultan. Cela pour une durée total de 54:14.
Après avoir annoncé que cet album serait le dernier de sa carrière, La Fouine revient sur sa déclaration en sortant XXI en 2021.

## Liste des pistes
| 1.    | #7.8                            | YoungFrenchy808 | 2:40 |
| 2.    | Bénédictions                    | YoungFrenchy808 | 3:08 |
| 3.    | Colorés                         | YoungFrenchy808 | 2:21 |
| 4.    | #FOUINYFLOW                     | DJ Flowfly      | 2:40 |
| 5.    | La vie c'est ça                 | YoungFrenchy808 | 2:49 |
| 6.    | PSM                             | DJ Flowfly      | 2:31 |
| 7.    | R.                              | FREAKEY!        | 3:12 |
| 8.    | Première fois                   | YoungFrenchy808 | 3:12 |
| 9.    | Crois en tes rêves - Interlude  | YoungFrenchy808 | 2:20 |
| 10.   | KiKi                            | DJ Flowfly      | 3:33 |
| 11.   | Trois mots                      | YoungFrenchy808 | 2:53 |
| 12.   | Il fut un temps                 | YoungFrenchy808 | 2:33 |
| 13.   | Barillet                        | DJ Flowfly      | 2:46 |
| 14.   | Narcos (feat. Sultan & Canardo) | Canardo         | 4:07 |
| 15.   | Roue de secours                 | Almess Beats    | 3:28 |
| 16.   | Drama                           | DJ Flowfly      | 3:36 |
| 17.   | Jakadi                          | YoungFrenchy808 | 3:14 |
| 18.   | Feu rouge Part. II              | Canardo         | 3:02 |
| 54:14 |                                 |                 |      |

## Réception
La première semaine, l'album se vend à un total de 6 457 ventes incluant 2938 en physique, 371 en download et  3 148 en streaming. De plus, il rentre à la quatrième place du Top Albums derrière Maes, le duo Vitaa & Slimane et Angèle.

## Clips Vidéos
- 24 octobre 2019 : Colorés
- 21 novembre 2019 : #FOUINYFLOW
- 3 janvier 2020 : #78 (sur la chaine YouTube du média Rapunchline)
- 22 janvier 2020 : Première Fois
- 31 janvier 2020 : R.